# 孔雀座
孔雀座是位於南半天球的一個星座，人們用拉丁語的“孔雀”（Pavo）為這個星座命名。 它是由彼得勒斯·普朗修斯从荷兰人彼得·德克斯宗·凱澤和弗雷德里克·德·豪特曼的1595-1597年的观测资料中构想出来的12个星座之一。孔雀座最早出现在一个1598年出版的浑天仪中，这个浑天仪于1598年由彼得勒斯与约道库斯·洪第乌斯在阿姆斯特丹出版。后来约翰·拜耳把孔雀座绘制在1603年出版的星图集——“测天图”中。1756年探险家、天文学家尼可拉·路易·拉卡伊用拜耳命名法为孔雀座内的星星命名。 孔雀座与天鹤座，凤凰座和杜鹃座被合称为“南方的小鸟”。
孔雀座最亮的星星，孔雀十一，又被称为孔雀星。它出现在天空上的样子是一颗蓝白的星星，亮度有1.91视星等。但实际上孔雀星是两颗恒星围绕彼此公转的分光雙星系統。孔雀六是距离太阳不远的一个类太阳恒星，距离大约有19.9光年。在孔雀座中有六个星系已经找到了主行星，例如 HD 181433 内有超级地球和有证据表明 HD 172555 在过去几千年内曾经发生过一个重大的星际碰撞。孔雀座还包含 NGC 6752 ,这是天空中第三亮的球状星云，还有与银河系十分相似的一个螺旋星云 NGC 6744，不过它比银河系大两倍。 孔雀座是一个每年都会出现流星雨的星座。

## 歷史與神話故事

### 現代星座的歷史由來

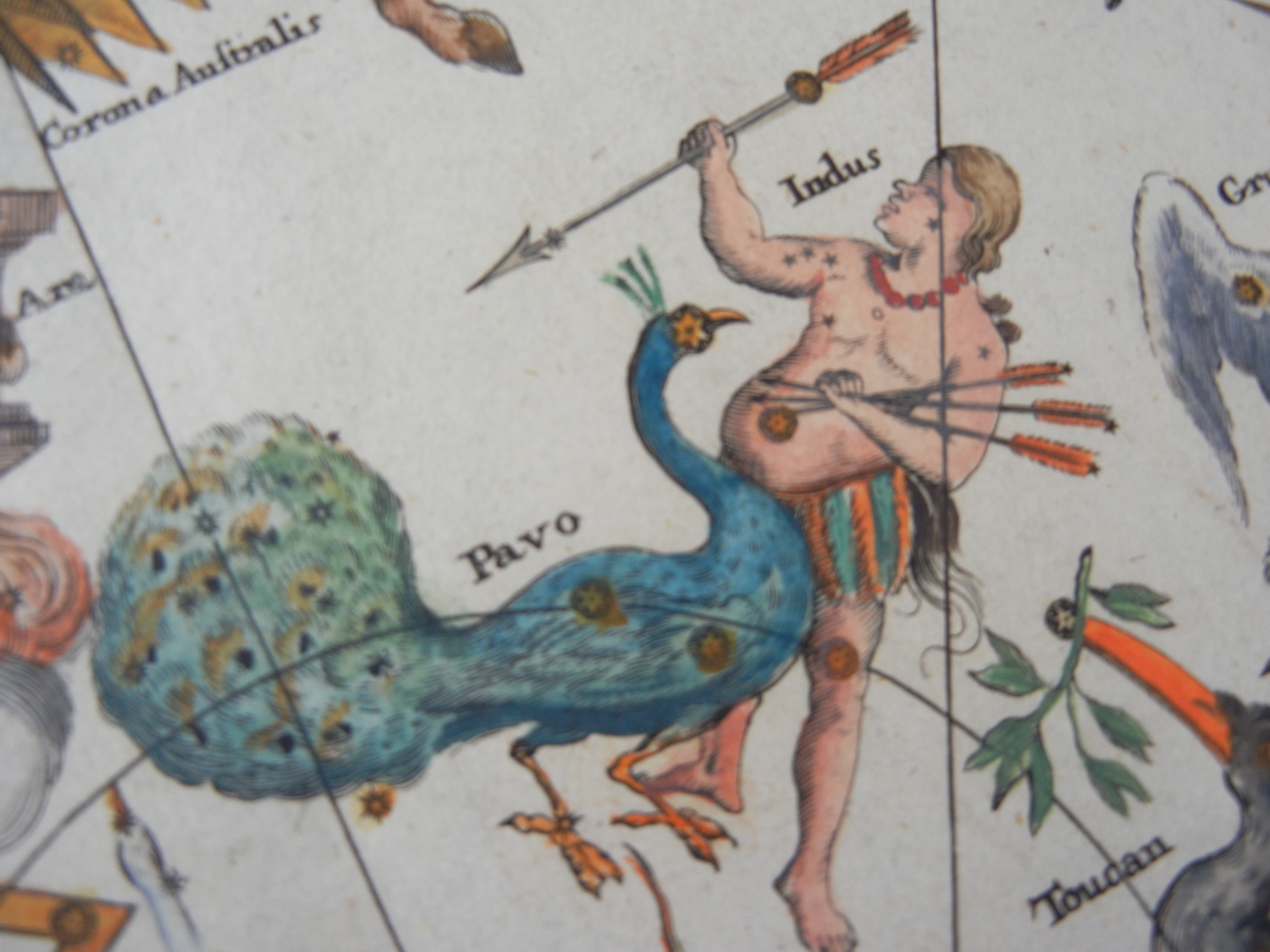
孔雀座與印第安座，象徵化地繪製在南天球星圖上。出自Johann Gabriel Doppelmayr 所繪製的星圖集上。創作時間大約是1742年。

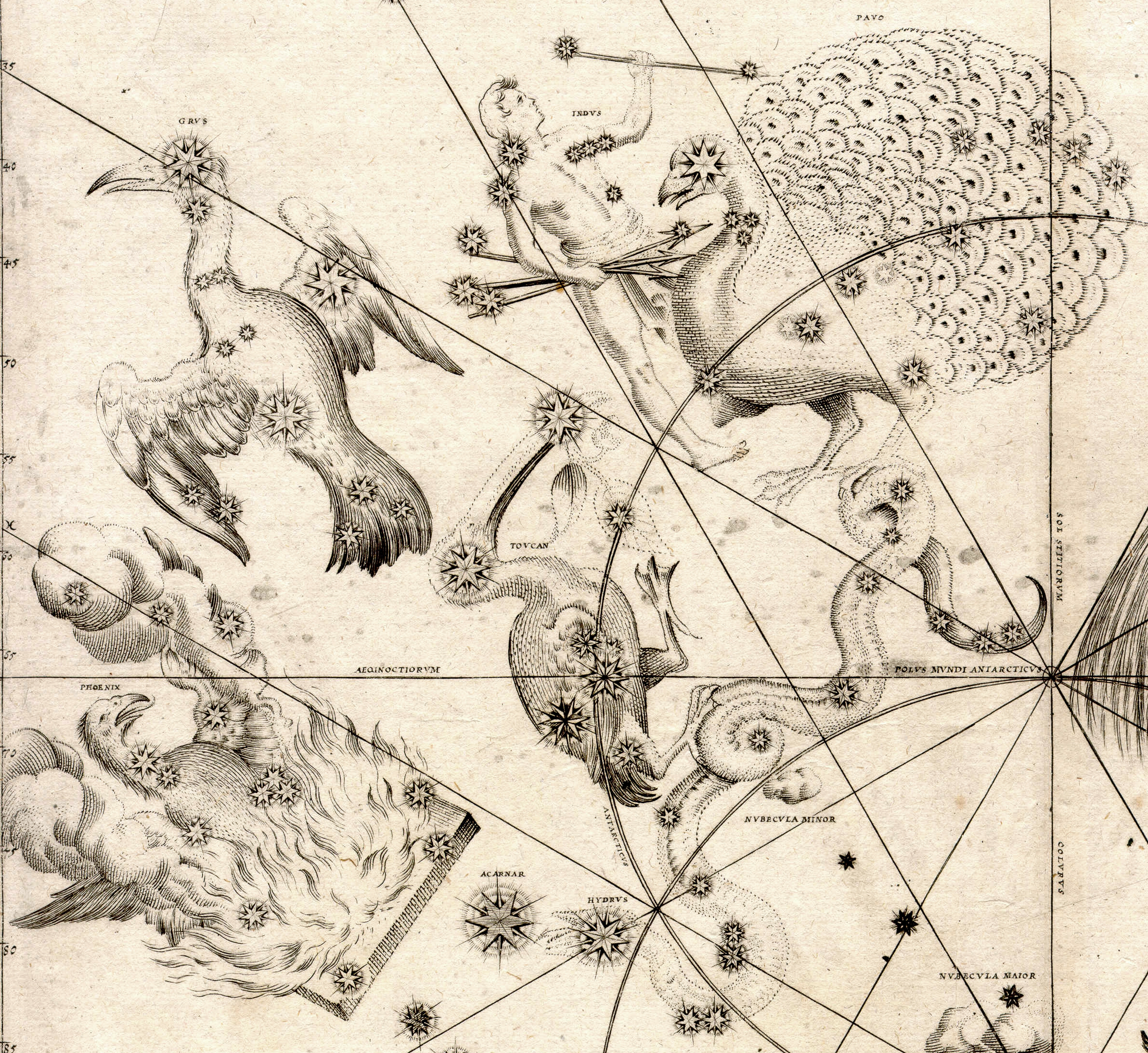
孔雀座（左上角）與其他“南方的小鳥”，第一次出現於星圖集上是在約翰·拜耳的測天圖中。

孔雀座是荷蘭天文學家彼得勒斯·普朗修斯通過荷蘭探險家彼得·德克斯宗·凱澤和弗雷德里克·德·豪特曼的觀測資料所確立的十二個南天星座之一。他們兩人曾經參加荷蘭首次的貿易遠征，航行駛向東印度。孔雀座首次出現在一個直徑 35 cm（14英寸）的天球儀上。天球儀由彼得勒斯·普朗修斯与约道库斯·洪第乌斯於 1598 年在阿姆斯特丹出版。
第一个描绘出孔雀座的星图集是德国制图师约翰·拜耳于1603年制作的测天图。 De Houtman 在同年按照德文名:"De Pauww"（意为孔雀）将其纳入到他的南天星目录中。
孔雀座与邻近的凤凰座，天鹤座和杜鹃座一起被合称为“南方的小鸟”。
这个星座还有一个拉丁文的別名：“Junonia Avis”

### 希腊神话中的孔雀
根据国家空间研究所的前任执行董事长 Mark chartrand 所言，普朗修斯 （Planicus） 可能并不是第一个把这几颗星星命名为孔雀座的人。他说：“在希腊神话中现代的孔雀座被称为阿尔戈(Argo 或者 Arugus)，就是建造阿尔戈号的阿尔戈。他被天后朱诺变为一只孔雀并把他和阿尔戈号一起放置在天空中。事实上，在希腊「孔雀 ”象征着「星空”，而且天后赫拉相信驾驶着孔雀所拉的战车能够直通天堂。
“孔雀”與“阿爾戈斯”這兩個名字在另一個神話中也扮演着非常重要的角色。在希臘神話中，伊俄（Io）是阿爾戈斯地區（Argos）的一位美麗動人的公主，宙斯貪戀她的美色並展開追求。宙斯把她變成一隻小母牛以矇騙他的妻子兼姐姐赫拉（Hera），然後和她交配。然而赫拉看穿了宙斯的伎倆，隨即向宙斯索要那隻小母牛作為禮物。宙斯不能回絕這個合乎情理的請求，不情願地把這隻小母牛送給了赫拉。赫拉隨即把這隻小母牛驅逐，並派有一百隻眼的百眼巨人（阿爾戈斯）去看守懷孕中的伊俄，不讓宙斯接近她。與此同時，宙斯懇求荷米斯去拯救伊俄，荷米斯用音樂令百眼巨人陷入沉睡，然後把他殺死。赫拉後來把阿爾戈斯的眼睛裝飾在她最喜愛的鳥類——孔雀的尾巴上，以向他的致敬。
在奧維德的《變形記》中，有關阿爾戈斯的死亡的敘述中也包含一個明確的天文引證：
“阿爾古斯，你倒下了；你那些眼睛裏原有的光芒都熄滅了，你的一百只眼睛都浸沒在同一的黑暗之中。朱諾取下這些眼珠，用來放在她的愛鳥（孔雀）的尾巴上，在尾巴上嵌滿了星光燦爛的珠寶。”
如今很難確定，當荷蘭天文學家構想出孔雀座的時候是否有聯想到希臘神話。不過有一點可以肯定的就是，這個星座與其他十一個南天星座一樣，是普朗修斯通過 Keyser 與 De Houtman 的觀測資料來提出的。

### 其他文化中的孔雀座
居住在澳大利亞北部地區的瓦達曼人把孔雀座與附近的天壇座一起看作一隻狐蝠。

## 特徵
孔雀座北面毗連望遠鏡座，西面連接天燕座，天壇座，南面與南極座相連，東北面與印第安座相連。星座面積 378 平方度，在國際天文聯合會認可的88個星座中面積排行第44，覆蓋 0.916 ％的天空。星座都有一個有國際天文聯合會正式認可的三個字母的縮寫名稱，孔雀座是“Pav”。孔雀座的正式邊界由尤金·德爾波特在1930年劃定，用10段線條畫成一個多邊形。在赤道坐標系統中，這個星座位於赤經 18h10.4m 與 21h32.4m 之間，而赤緯則位於在 -56.59 度與 －74.99 度之間。。作為一個接近南天極的南天星座，在北半球中，北緯30度以北的地方就無法看到它了，因為此時它已經是位於地平線以下。而位於南半球南緯50度以南的地方，這個星座則不會沒入地平線以下，成為一個拱極星座。在澳大利亞，孔雀座的一部分也被看作一個“平底鍋”，航行時可以用來指向南天極導航。

## 重要特征

### 恆星

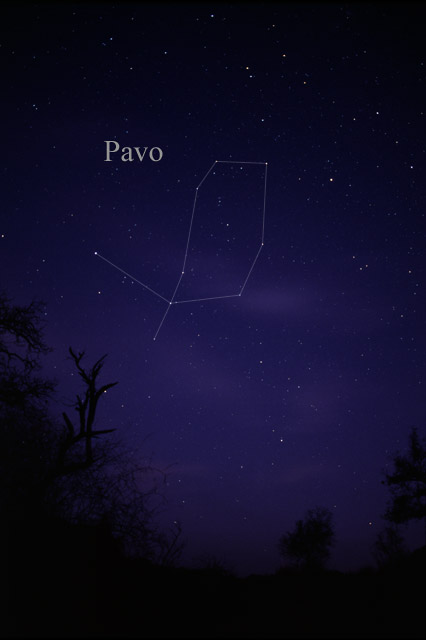
用肉眼可见孔雀座

尽管拜耳已经把孔雀座描绘在他的星位图中，但他并没有为孔雀座中的星星用拜耳命名法命名。法国探险家，天文学家尼可拉·路易·拉卡伊于1756年用希腊字母Alpha至Omega为其编号，但没有为Psi与Xi指派名称，而且把非常相近的两颗星星 Mu 与 Phi Pavonis 当作一颗星星去命名。1879年，美國天文學家本杰明·阿普索普·古尔德把其中一顆星星命名為Xi Pavonis，因為他覺得以這顆星星的亮度是應該為其進行命名的，而 Chi Pavonis 由於太暗淡而被除名。
孔雀星是這個星座最亮的一顆星星，在位於孔雀座的北面，與望遠鏡座相接。孔雀星名為“Alpha Pavonis”，專有名稱為“Peacock”（意為孔雀，所以又叫做孔雀星）。“Peacock”一詞是“Pavo”的英語譯名，1930年末由英王陛下航海年曆辦公室指派，原因是英國皇家海軍主張每一顆亮星都應該要有一個專有名稱，而當時這顆星還未曾有。孔雀星的亮度有 1.91 視星等，在恆星光譜上為 B21V，它其實是一個分光雙星系統，兩顆星星估計相距大約 0.21 個天文單位，和水星到太陽的距離的一半差不多。兩顆星星相互環繞一圈僅需要 11 天 18 個小時。這顆星星座落於地球的180光年以外。
孔雀座β（Beta Pavionis）的亮度為 3.43 視星等，是這個星座裡第二亮的星星。它是一顆光譜型為A7III的白巨星，核心內的氫已經全部耗盡，离开了恆星的主序帶，並且在經過膨脹之後經已冷卻。它距離太陽系大約135光年。
孔雀座β以西不远的是孔雀六，它是一颗类太阳恒星，但演化得比太阳更进一步；它是一颗光谱形为G8IV的黄色次巨星，亮度为 3.56 视星等，距离地球 19.9 光年。孔雀座β以东位居孔雀座与印第安座的边界的星星是孔雀座γ，比孔雀六更暗，是一颗亮度为 4.22 视星等，光谱形为 F9V 的类太阳恒星，距离地球 30 光年。其他一些位于孔雀座附近的星星更为暗淡，例如：SCR 1845-6357（离孔雀座最近的星星）是一颗亮度 17.4 视星等的联星，由一颗红矮星作为主星，与一颗褐矮星作为伴星而构成，伴星距离主星红矮星 12.6 光年。而 Gliese 693 是一颗红矮星，亮度 10.79 视星等，距离地球19光年远。
孔雀座当中包含几个璀璨的变星。孔雀座λ（Lambda）是一颗璀璨的不规则变星，亮度在 3.4 至 4.4 之间变化，可以用肉眼直接观测。它被归类为类仙后座γ，或者说是壳层星，光谱型为B2II-IIIe，它与地球相隔1430光年。而孔雀座κ是一颗室女座W型变星——第二型造父變星的一个子类。它的变化周期为9天，亮度在 3.91 至 4.78 之间变化。它是一颗黄白色超巨星，脉冲变动光谱类型 F5I-II 与 G5I-II 两者之间。NU 与 V Pavonis 都是脉动半规则变星，都是红巨星。NU 的光谱型是M6III，亮度变化范围在 4.9 至 5.3 视星等之间，而 V Pavonis 亮度变化范围在 6.3 至 8.2 之间，它同时有两个变化周期，一个是以255.4日为一个周期，另一个是以3735日为一个周期。V Pavonis 是一颗颜色为红色的碳星，光谱型为C6.4(Nb)。
在孔雀座的西面作为孔雀的“尾巴”的是孔雀η和孔雀座ξ。
孔雀η的亮度有 3.6 视星等，是一颗耀眼的橙巨星，光谱型为K2II，与地球相隔大约350光年。孔雀座ξ是一个联星系统，用小型望远镜观测就可以看到一颗明亮的橙色星星与它的白色伴星。。与地球相隔大约470光年，亮度为 4.38 视星等。孔雀座AR是一颗较暗但有研究价值的食双星。它由一颗红巨星与一颗小一些但温度更高的伴星组成，与地球相隔大约 18,000 光年。它有一些特征显示出它是一个激变变星，它的一小部分很有可能正在形成一个吸积盘。这颗星星的亮度的变化范围介乎 7.4 至 13.6 视星等之间，以605日为一个周期。

### 行星系與岩屑盤
有六顆星星已經確定了它們所屬的行星系。橙色的星星HD 181433的行星系統中已經找出了3顆行星，軌道較近的一顆是超級地球，它的軌道週期為 9.4 日。還有兩顆軌道較遠的氣態行星，軌道週期分別是 2.6 年與 6 元。
HD 19605和HD 175167是光譜類型為G類的類太陽恆星，HD 190984是一顆光譜類型為F類主序星，也是類太陽恆星，大小比太陽稍微大一點，溫度也更高；這三顆恆星的行星系統中都有一顆氣態行星。
HD 172555是一顆年輕的白色的光譜類型是A類的主序星，它的行星系統中有兩顆行星，在過去幾千年期間似乎出現過一次嚴重的撞擊。根據光譜分析（Spectrographic），顯示在行星系統內有大量的二氧化硅氣體，這表明撞擊事件中較小的一顆至少有月球那麼大，它已經在撞擊中被摧毀了。而較大的那一顆至少有水星那麼大，在撞擊中也受到了十分嚴重的破壞。這項證據由NASA的史匹哲望遠鏡發現。

### 深空天體
孔雀座的深空天體有NGC 6752，它是天空中第三亮的球狀星團，比它更亮的是位於杜鵑座的杜鵑座47與奧米茄星团。估計它距離地球約100光年，包含大約10萬顆恆星。 
位於它的南面距離大約3°的是NGC 6744，一個距離地球大約3千萬光年與銀河系相像的旋渦星雲，但它的直徑是銀河系的兩倍。
2005年的時候在這個星雲裡曾經發現一顆Ic型超新星，
被命名為sn2005at，最亮的時候曾經有 16.8 視星等。
矮星系IC 4662位於孔雀η的东北面，亮度為 11.62 視星等。
距離地球 8 百萬光年的它，有幾個區域形成了大量的行星，即有星暴現象發生。
IC 4965亮度為 14 視星等，位於孔雀星以西，距離1.7度，是夏普力超星系團中心的一部分。

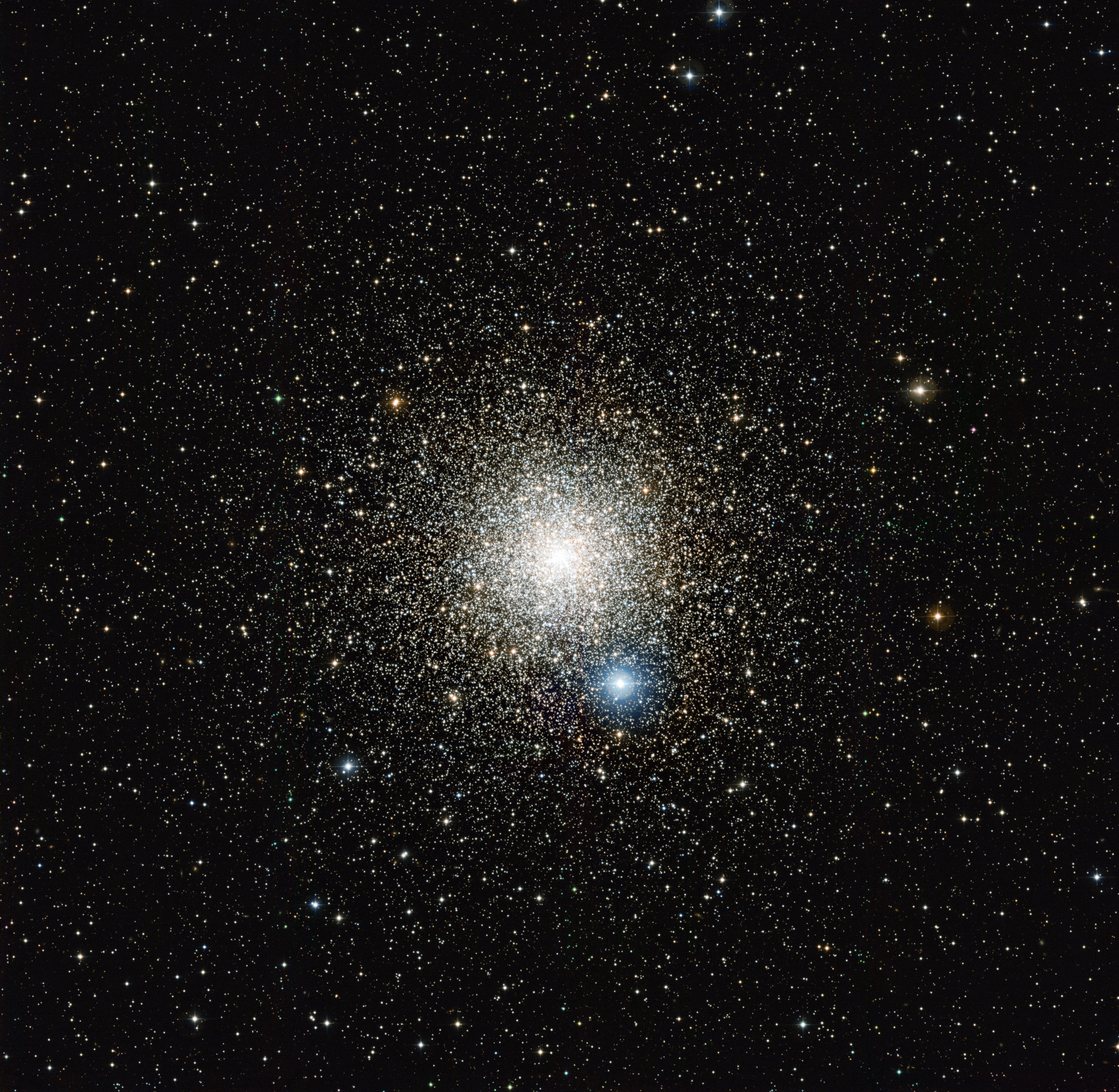
球状星团 NGC 6752 ，估计它包含大约10萬顆恆星

### 流星雨
孔雀座有兩個流星雨輻射點，每年都會有流星雨，分別是孔雀座δ流星雨與八月孔雀座流星雨。流星雨通常出現在3月5日到4月8日之間，在4月5號和6號達至高峰。孔雀座δ流星雨輻射點的流星雨被認為與彗星C/1907 G1（Grigg-Mellish）有關。來自澳大利亞帕斯的邁克爾布哈吉亞爾發現了這群流星雨，他在1969年至1980年之間觀測了6次。八月孔雀座流星雨輻射點的流星雨被認為與哈雷型彗星（P/1991 L3）相關。

## 重要主星
有独立名字的：
- （孔雀座α）1.94 孔雀星

拜耳恆星命名中的星及其星等：
孔雀座β 3.42; 孔雀座γ 4.21; 孔雀座δ 3.55 –附近; 孔雀座ε 3.97; 孔雀座ζ 4.01; 孔雀座η 3.61; 孔雀座θ 5.71; 孔雀座ι 5.47; 孔雀座κ 4.40; 孔雀座λ 4.22; 孔雀座μ1 5.75; 孔雀座μ1 5.32; 孔雀座ν 4.63; 孔雀座ξ 4.35; 孔雀座ο 5.06; 孔雀座π 4.33; 孔雀座ρ 4.86; 孔雀座σ 5.41; 孔雀座τ 6.25; 孔雀座υ 5.14; 孔雀座φ1 4.75; 孔雀座φ2 5.11; 孔雀座ω 5.14

## 解释
1. ↑  C6 is equivalent to a class M2–M3 star, the 4 shows the strength of the Swan bands on a scale of 1 (weak) to 5 (strong), and the Nb indicates bands of the chemical element niobium. See:
Gray, Richard O.; Corbally, Christopher J. . Princeton, New Jersey: Princeton University Press. 2009: 309. ISBN 978-0-691-12511-4.